# Kotormány (Románia)
Kotormány (románul: Cotormani) falu Romániában, Hargita megyében. Csíkszentgyörgy községhez tartozik.

## Fekvése
Alcsíkban, Csíkszeredától délkeletre fekvő település.

## Története

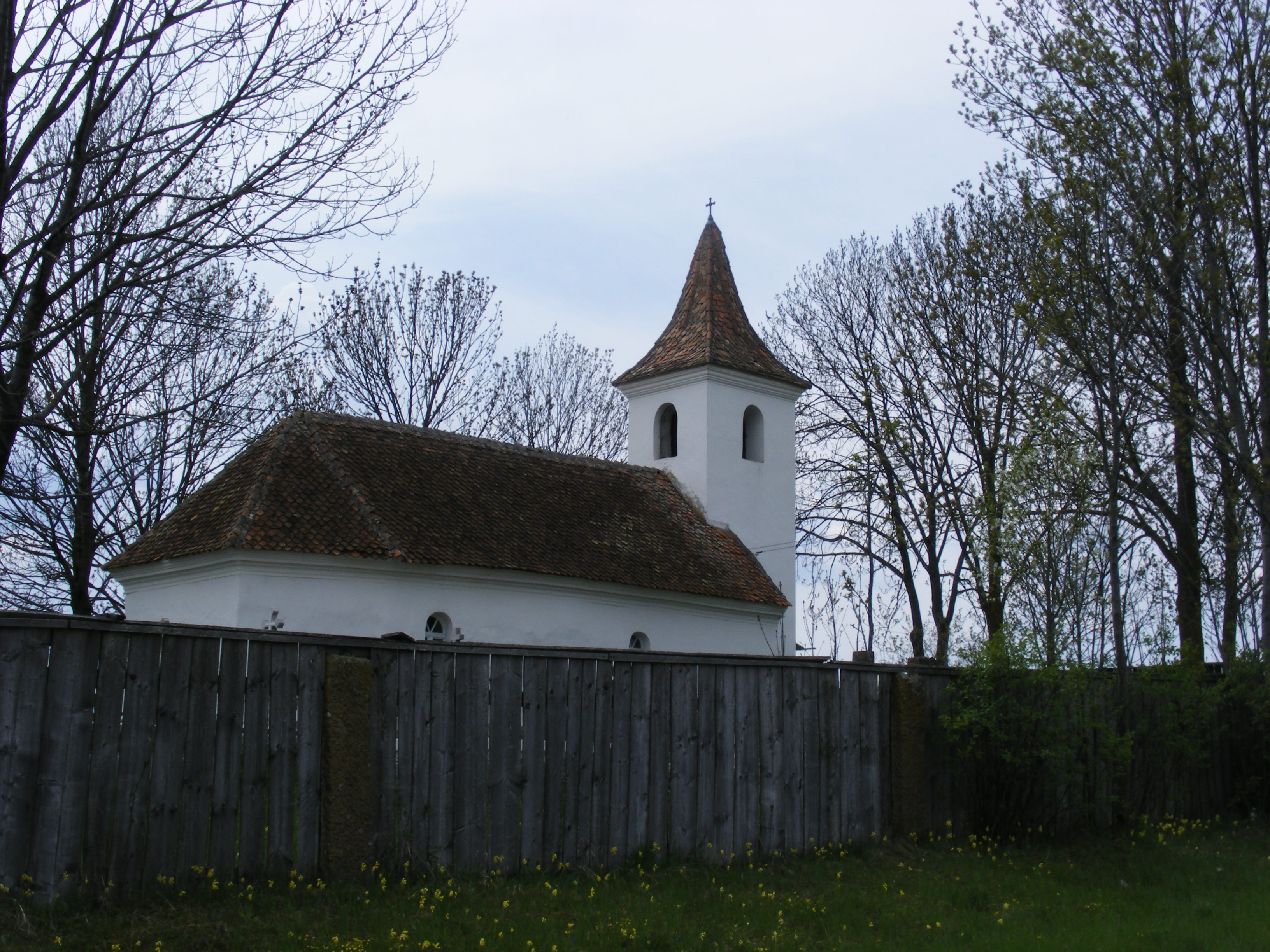
A kotormányi római katolikus templom

Nevét 1567-ben említette először oklevél Bánkfalva tízeseként, 5 kapuval.
Későbbi névváltozatai: 1569-ben, 1603-ban  és 1808-ban és 1861-ben Kothormanij, 1913-ban Kotormány néven volt említve.
A trianoni békeszerződés előtt Csík vármegye Csíkszentmártoni járásához tartozott.

## Népessége
1992-ben 65 lakosa volt, mindenki magyar.

## Vallások
Lakói római katolikusok.